# Havet ligger blankt
Havet ligger blankt är en svensk rock-låt och den första singeln av rockgruppen Reeperbahn. Singeln släpptes 1979, i samband med gruppens självbetitlade debutalbum. Med på singeln fanns också b-sidan "Be-Bop!".
Låten fick ett väldigt positivt mottagande i Expressen, där det skrevs att "Om inte Reeperbahns Havet ligger blankt redan är en singel, så borde den vara det" ― låten hade vid det läget redan släppts som singel. Den framfördes live på SVT 31 mars 1980.
Havet ligger blankt-singeln utgjorde även sångaren och artisten Olle Ljungströms debut på skiva. 

## Låtlista
Text och musik: Olle Ljungström och Dan Sundquist.
1. "Havet ligger blankt" (3:25)
2. "Be-Bop!" (2:13)